# Phyllomedusa ecuatoriana
Phyllomedusa ecuatoriana es una especie de anfibios de la familia Phyllomedusidae. Es endémica de Ecuador.
Sus hábitats naturales incluyen montanos secos tropicales o subtropicales, ríos, marismas de agua dulce y corrientes intermitentes de agua. Está amenazada de extinción por la destrucción de su hábitat natural.